# Trpčane
Trpčane so naselje v Občini Ilirska Bistrica.